# Lerista planiventralis
Lerista planiventralis är en ödleart som beskrevs av  Lucas och FROST 1902. Lerista planiventralis ingår i släktet Lerista och familjen skinkar.

## Underarter
Arten delas in i följande underarter:
- L. p. decora
- L. p. maryani
- L. p. planiventralis